# Lagastigen

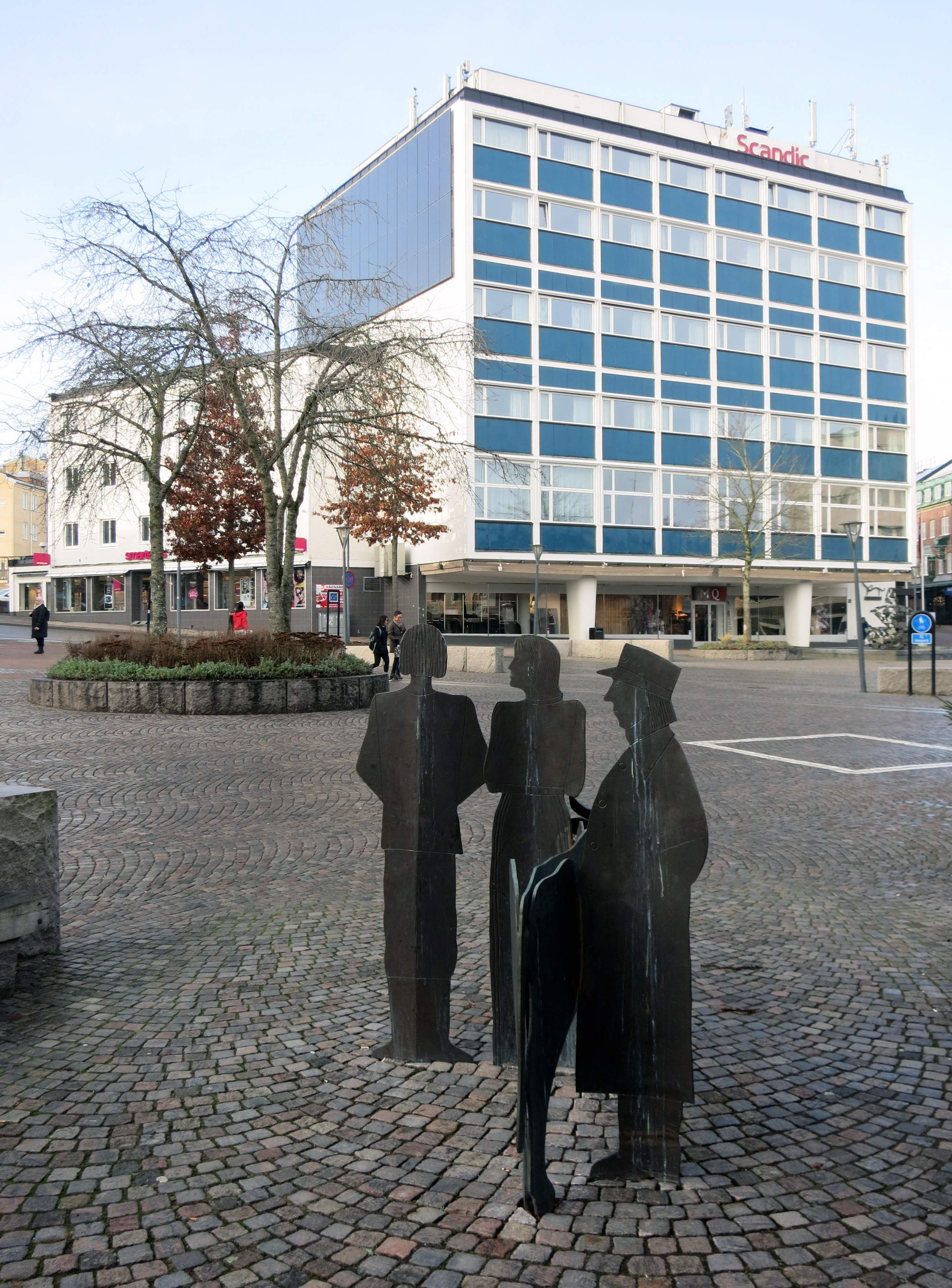
Lagastigen och Riksväg 1 passerade Stadshotellet vid Storgatan i Värnamo

Lagastigen är den urgamla vägsträckning som följde ån Lagans lopp genom Halland och Småland. Numera går från Markaryd och norrut Europaväg E4 parallellt med Lagan. 